# Open de Dordrecht
L'Open de Dordrecht est une compétition mondiale de karaté ayant lieu chaque année à Dordrecht, aux Pays-Bas. Elle constitue depuis 2012 la deuxième étape de la Karate1 Premier League établie en 2011.